# Песня Бернадетт (фильм)
«Песня Бернадетт» (англ. The Song of Bernadette) — чёрно-белый кинофильм американского режиссёра Генри Кинга, снятый в 1943 году. Фильм рассказывает историю святой Бернадетты Субиру, которая уверяла, что в 1858 году ей восемнадцать раз являлась Дева Мария. В основу сценария Джорджем Ситоном был положен одноимённый роман Франца Верфеля, изданный в 1941 году, имевший успех у читателей и пробывший больше года в списке бестселлеров по версии New York Times.

## Сюжет
1858 год, деревенька Лурд во Франции. Четырнадцатилетней девочке Бернадетте из бедной семьи в гроте рядом с деревней является прекрасная женщина в белом. Поначалу в рассказ девочки не верят ни близкие, ни многие другие жители деревни, но по деревне, а вскоре и за её пределами начинают ходить слухи, что Бернадетта видела Деву Марию, хотя сама она никогда этого не утверждала. Местные власти, полагая, что девочка либо сошла с ума, либо лжёт, намереваются опровергнуть слова Бернадетты и сломить её веру. Священник тоже не верит девочке и опасается, что в случае, если её обман раскроется, он обернётся ударом по престижу церкви. Однако девочка твёрдо стоит на своём и приобретает всё больше сторонников. Вскоре по указанию Девы она находит подземный ручей, воды которого исцеляют любые болезни.

## Производство
В 1942 году, вскоре после успеха романа Верфеля, кинокомпания 20th Century Fox приобрела права на его экранизацию, заплатив за них 125 тысяч долларов. Сам Верфель был привлечён к работе над фильмом в качестве консультанта. В августе 1942 года режиссёром был утверждён Генри Кинг. Около трёхсот актрис претендовали на главную роль в фильме, среди них были Лиллиан Гиш, Энн Бакстер, Мэри Андерсон, Линда Дарнелл и Тереза Райт. Продюсер Дэвид Селзник осенью 1942 года устроил для своей будущей жены Дженнифер Джонс пробы. Генри Кинг, уже склонявшийся к выбору Дарнелл на главную роль, увидев Джонс, был заинтригован молодой дебютанткой и, в конечном счёте, утвердил её в роли Бернадетты. Линда Дарнелл получила роль Девы Марии.
Съёмки картины начались в марте 1943 года. На студийной площадке были собраны самые крупные со времён «Горбуна из Нотр-Дама» (1923) декорации. Более сотни рабочих построили декорации двадцати шести зданий, среди которых был собор Лурда высотой 75 футов. Отдельно была построена 450-футовая декорация грота.

## В ролях
- Дженнифер Джонс в роли Бернадетты Субиру
- Уильям Эйт в роли Антуана Николо
- Чарльз Бикфорд в роли отца Пейрамаля
- Винсент Прайс в роли прокурора Виталя Дутюра
- Ли Джей Кобб в роли доктора Дузуса
- Глэдис Купер в роли сестры Марии Терезы Вазу
- Энн Ревир в роли Луизы Субиру
- Роман Бонен в роли Франсуа Субиру
- Бланш Юрка в роли Бернарды Кастеро
- Зиг Руман в роли Луи Бюриэтта
- Мэри Андерсон в роли Жанны Абади
- Патриша Морисон в роли императрицы Евгении
- Обри Матер в роли мэра Лакада
- Чарльз Дингл в роли Жакоме

В титрах не указаны
- Линда Дарнелл в роли Девы Марии
- Морони Олсен в роли капеллана
- Нана Брайант в роли Мир Имберт
- Муни Серов в роли горожанина
- Гарри Кординг в роли каменщика

## Премии и номинации
На 16-й церемонии «Оскар» фильм «Песня Бернадетт» был представлен в двенадцати номинациях, но получил только четыре премии. Дженнифер Джонс получила премию за лучшую женскую роль, Артур Чарльз Миллер был удостоен премии за лучшую операторскую работу в чёрно-белом фильме, Альфред Ньюман получил премию за лучшую музыку к драматическому или комедийному фильму, Джеймс Бавеси, Уильям Дарлинг и Томас Литтл были удостоены премии за лучшую работу художника-постановщика. Также картина претендовала на премии в номинациях «лучший фильм», «лучшая режиссура» (Генри Кинг), «лучшая мужская роль второго плана» (Чарльз Бикфорд), «лучшая женская роль второго плана» (Глэдис Купер и Энн Ревир), «лучший адаптированный сценарий» (Джордж Ситон), «лучший монтаж» (Барбара Маклин) и «лучший звук» (Эдмунд Хансен).
В 1944 году фильм получил три премии «Золотой глобус» в номинациях «лучший драматический фильм», «лучшая режиссёрская работа» и «лучшая женская роль в драматическом фильме».